# Tiupampà
El Tiupampà és la primera edat de l'escala d'edats sud-americanes de mamífers terrestres (SALMA). Començà fa 66,043 milions d'anys i s'acabà fa 62,5 milions d'anys. Precedeix el Peligrà. Correspon a l'albada del Paleocè i, per tant, del Paleogen i el Cenozoic. El seu nom deriva del de la localitat boliviana de Tiupampa.

## Formacions
| Formació tipus en negreta        | Estat     | Conca                       |
| -------------------------------- | --------- | --------------------------- |
| Formació de Santa Lucía          | Bolívia   | Conca de Potosí             |
| Formació Chota                   | Perú      | Conca de Bagua              |
| Formació Guaduas                 | Colòmbia  | Altiplà cundiboyacà         |
| Formació Lefipán (pretiupampana) | Argentina | Conca de Cañadón Asfalto    |
| Formació Maria Farinha           | Brasil    | Conca del Parnaíba          |
| Formació de Salamanca            | Argentina | Conca del golf de San Jorge |